# Ministrowie wojny i kolonii (Wielka Brytania)
Minister Wojny i Kolonii (ang. Secretary of State fo War and the Colonies), brytyjskie ministerstwo zajmujące się sprawami wojska i kolonii, z wyjątkiem Indii. Powstało w 1801 r. Zniesione zostało w 1854 roku Jego kompetencje przejęły odrębne ministerstwa – Ministerstwo Wojny i Ministerstwo Kolonii.

## Lista ministrów
| Minister                                   | Czas urzędowania                    |
| ------------------------------------------ | ----------------------------------- |
| Robert Hobart, lord Hobart                 | 17 marca 1801 – 12 maja 1804        |
| John Pratt, 2. hrabia Camden               | 14 maja 1804 – 10 lipca 1805        |
| Robert Stewart, wicehrabia Castlereagh     | 10 lipca 1805 – 5 lutego 1806       |
| William Windham                            | 5 lutego 1806 – 25 marca 1807       |
| Robert Stewart, wicehrabia Castlereagh     | 25 marca 1807 – 1 listopada 1809    |
| Robert Jenkinson, 2. hrabia Liverpool      | 1 listopada 1809 – 11 czerwca 1812  |
| Henry Bathurst, 3. hrabia Bathurst         | 11 czerwca 1812 – 30 kwietnia 1827  |
| Frederick Robinson, 1. wicehrabia Goderich | 30 kwietnia 1827 – 3 września 1827  |
| William Huskisson                          | 3 września 1827 – 30 maja 1828      |
| George Murray                              | 30 maja 1828 – 22 listopada 1830    |
| Frederick Robinson, 1. wicehrabia Goderich | 22 listopada 1830 – 3 kwietnia 1833 |
| Edward Stanley, lord Stanley               | 3 kwietnia 1833 – 5 czerwca 1834    |
| Thomas Spring Rice                         | 5 czerwca 1834 – 14 listopada 1834  |
| Arthur Wellesley, 1. książę Wellington     | 15 listopada 1834 – 15 grudnia 1834 |
| George Hamilton-Gordon, 4. hrabia Aberdeen | 20 grudnia 1834 – 8 kwietnia 1835   |
| Charles Grant, 1. baron Glenelg            | 18 kwietnia 1835 – 20 lutego 1839   |
| Constantine Phipps, 1. markiz Normanby     | 20 lutego 1839 – 30 sierpnia 1839   |
| John Russell                               | 30 sierpnia 1839 – 30 sierpnia 1841 |
| Edward Stanley, lord Stanley               | 3 września 1841 – 23 grudnia 1845   |
| William Ewart Gladstone                    | 23 grudnia 1845 – 27 czerwca 1846   |
| Henry Grey, 3. hrabia Grey                 | 6 lipca 1846 – 21 lutego 1852       |
| John Pakington                             | 27 lutego 1852 – 17 grudnia 1852    |
| Henry Pelham-Clinton, 5. książę Newcastle  | 28 grudnia 1852 – 10 czerwca 1854   |